# Kolektivní nakupování
Kolektivní nakupování (neboli hromadné nakupování) je označení pro nákupní strategii založenou na skupinové slevě pro zákazníka. Je známo pod označením Tuángòu (vyslovováno „tuangu“), které označuje nákupní strategii založenou na skupinové slevě, pocházející z Čínské lidové republiky. Rozšířilo se dále do celého světa i do Evropy. V Česku je od roku 2010 zastoupeno některými tzv. „slevovými servery“.

## Princip
Server s obchodníkem domluví slevu na službu nebo produkt za podmínek, že si jej minimálně objedná určitý počet lidí. Server vystaví nabídku na svých stránkách, které mají vysokou návštěvnost. Pokud návštěvníka sleva zaujme, objedná si daný produkt nebo službu - v této chvíli ještě neplatí. Když je dostatečný počet lidí, stává se sleva aktivní a až v této chvíli návštěvníci platí (blokace karet, PayPal a platba z účtu na účet). Pokud je již sleva aktivovaná, peníze se online platbami realizují ihned. Po zaplacení dostávají návštěvníci tzv. voucher, který obsahuje unikátní kód.
Většinou nabídky slev trvá pouze 1 den. Po ukončení nabídky slevy se odešle seznam unikátních kódů obchodníkům a pokud přijde zákazník s platným voucherem, dostane požadovanou službu nebo produkt na základě tohoto unikátního kódu.

## Marketingový nástroj
Jedná se o nový marketingový nástroj, který bez rizika pomáhá obchodníkům upoutat pozornost. Velmi jednoduše se dá vypočítat návratnost nehledě na tom, že spousta klientů přijde bez voucheru, protože je zaujme samotný obchodník nebo jiná nabídka.
Pokud si firma zaplatí bannerovou reklamu, zveřejní reklamu v rádiu či v tiskovinách anebo zakoupí billboardovou upoutávku, nikdy přesně nezjistí, jakou měla tato forma reklamy efektivnost, nemá záruku, že reklama zapůsobí na správný okruh potenciálních zákazníků. Když však firma zvolí reklamu na slevovém serveru, nejde do akce s žádným rizikem a uvidí konkrétní důsledky svého reklamního tahu - na počtu zakoupených voucherů. K tomu se výrazně zvýší návštěvnost domovských web stránek firmy. Peníze od zákazníka aktivované nabídky získávají firmy dopředu a to ihned po zúčtování.

## Slevové agregátory
Hlavním účelem slevového agregátoru je soustředit všechny slevové akce, jež nabízí poskytovatelé hromadných slev (slevové servery) na jednu internetovou stránku. Akce na slevy se na slevových agregátorech roztřiďují do tematických (wellness, zboží, pobyty apod.) anebo geografických skupin (město nejblíže našemu bydlišti). Slevové akce je možno dále filtrovat dle rŧznorodých kritérií. Slevové agregátory jsou svou podstatou affiliate programem slevových serverů. Agregátory vydělávají na provizích z prodeje voucherů přes slevové servery.

## Vývoj kolektivního nakupování v ČR do 1. března 2011
První slevové servery se v ČR objevily koncem roku 2009. Vstupem těchto serverů ještě nedošlo k spuštění uživatelského nadšení. Toto pobláznění znamenalo až příchod serverů Vykupto.cz a Slevomat.cz začátkem dubna 2010. Slevové servery pokračovaly v rozmachu, přibyl Zapakatel.cz a mnoho dalších. Koncem prvního kvartálu roku 2011 je na trhu bezmála 200 slevových serverů. Za první rok působení slevových serverů na českém internetu se podle odhadů pohyboval obrat mezi 450 – 500 milionů Kč.
Největší provozovatelé podle tržeb:
- Slevomat.cz
- Zapakatel.cz
- FajnSlevy.cz
- Slevoteka.cz
- ChciSlevuZadarmo.cz
- Vykupto.cz
- Hyperslevy.cz
- Kuponplus.cz
- Primasleva.cz
- Megasleva.cz
- Mydeals.cz
- Nebeslev.cz
- NakupVAkci.cz

O něco později přišel rozmach slevových agregátorů. Seznam největších:
- Skrz.cz
- Zlateslevy.cz
- Slevin.cz
- Slevydnes.cz
- Slevomol.cz
- Slevy.Vyprodeje.cz
- Slevnicka.cz
- Slevovykupon.net
- Raketa.cz
- Topsleva
- VšechnySlevy.cz
- Trinip.cz